# Британские Виргинские Острова на летних Олимпийских играх 2000
Британские Виргинские острова принимали участие в Летних Олимпийских играх 2000 года в Сиднее (Австралия) в пятый раз за свою историю, но не завоевали ни одной медали.